# Hôpital Sainte-Périne - Rossini - Chardon-Lagache
Hôpital Sainte-Périne - Rossini - Chardon-Lagache este un spital didactic din Paris. Face parte din Assistance publique - Hôpitaux de Paris și este un spital didactic al Universitatea Versailles.
A fost creat în 1807. Este specializat în geriatrie.